# Матеріальні цінності
Матеріальні цінності — речі, що мають певну цінність у вигляді майна, предметів, товарів.

## В бухгалтерському обліку
Матеріальні цінності в бухгалтерському обліку — це сировина і матеріали, покупні напівфабрикати і комплектуючі вироби, тара і тарні матеріали; паливо; будівельні матеріали і обладнання для установки; малоцінні і швидкозношувані предмети, спецодяг і спецвзуття. Вони характерні тим, що мають великий обсяг первинних (фактичних) даних, які треба збирати і обробляти, при тому велика кількість реквізитів часто повторюється.
Термін «товарно-матеріальні цінності» за економічним змістом відповідає терміну «запаси». Відповідно, основні засоби до складу товарно-матеріальних цінностей не включаються.
Відповідно до Положення (стандарту) бухгалтерського обліку 2 «Баланс», затвердженого наказом Міністерства фінансів України від 31 березня 1999 року № 87, активи — це ресурси, контрольовані підприємством в результаті минулих подій, використання яких, як очікується, приведе до надходження економічних вигід у майбутньому.
Відповідно до Положення (стандарту) бухгалтерського обліку 9 «Запаси», затвердженого наказом Міністерства фінансів України від 20 жовтня 1999 року № 246, запаси — активи, які: утримуються для подальшого продажу за умов звичайної господарської діяльності; перебувають у процесі виробництва з метою подальшого продажу продукту виробництва; утримуються для споживання під час виробництва продукції, виконання робіт та надання послуг, а також управління підприємством.
Відповідно до Положення (стандарту) бухгалтерського обліку 7 «Основні засоби», затвердженого наказом Міністерства фінансів України від 27 квітня 2000 року № 92, основні засоби — це матеріальні активи, які підприємство утримує з метою використання їх у процесі виробництва або постачання товарів, надання послуг, здавання в оренду іншим особам або для здійснення адміністративних і соціально-культурних функцій, очікуваний строк корисного використання (експлуатації) яких більше одного року (або операційного циклу, якщо він довший за рік).
Офіційне визначення терміна «товарно-матеріальні цінності» відсутнє. Виходячи з аналізу нормативно-правових документів, у яких вживається цей термін, зокрема, Інструкції по інвентаризації основних засобів, нематеріальних активів, товарно-матеріальних цінностей, грошових коштів і документів та розрахунків, затвердженої наказом Міністерства фінансів України від 11 серпня 1994 року № 69, можна зробити висновок про те, що термін «товарно-матеріальні цінності» за економічним змістом відповідає терміну «запаси». Відповідно, основні засоби до складу товарно-матеріальних цінностей не включаються.